# Kana (manga)
Kana är en manga skriven och tecknad av Naoya Sagara.

## Handling
Huvudpersonen, pojken Yuuji Abe träffar en dag en flickan Kana som kollar på honom på tunnelbanestationen. Efter mötet dras han med i ett äventyr och träffar bland annat Kanas varg Rou. Men vad Yuuji inte vet, är att Kana inte är en människa.

## Utgivning
- Böcker och kapitel: 4 böcker, 28 kapitel
- Publicering: Har endast publicerats i Japan